# Nebelkondensation
Nebelkondensation tritt auf, wenn feuchtigkeitsgesättigte Luft abkühlt und infolge Unterschreitung des Taupunkts der gasförmige Wasserdampf zu Nebeltröpfchen umgesetzt wird.

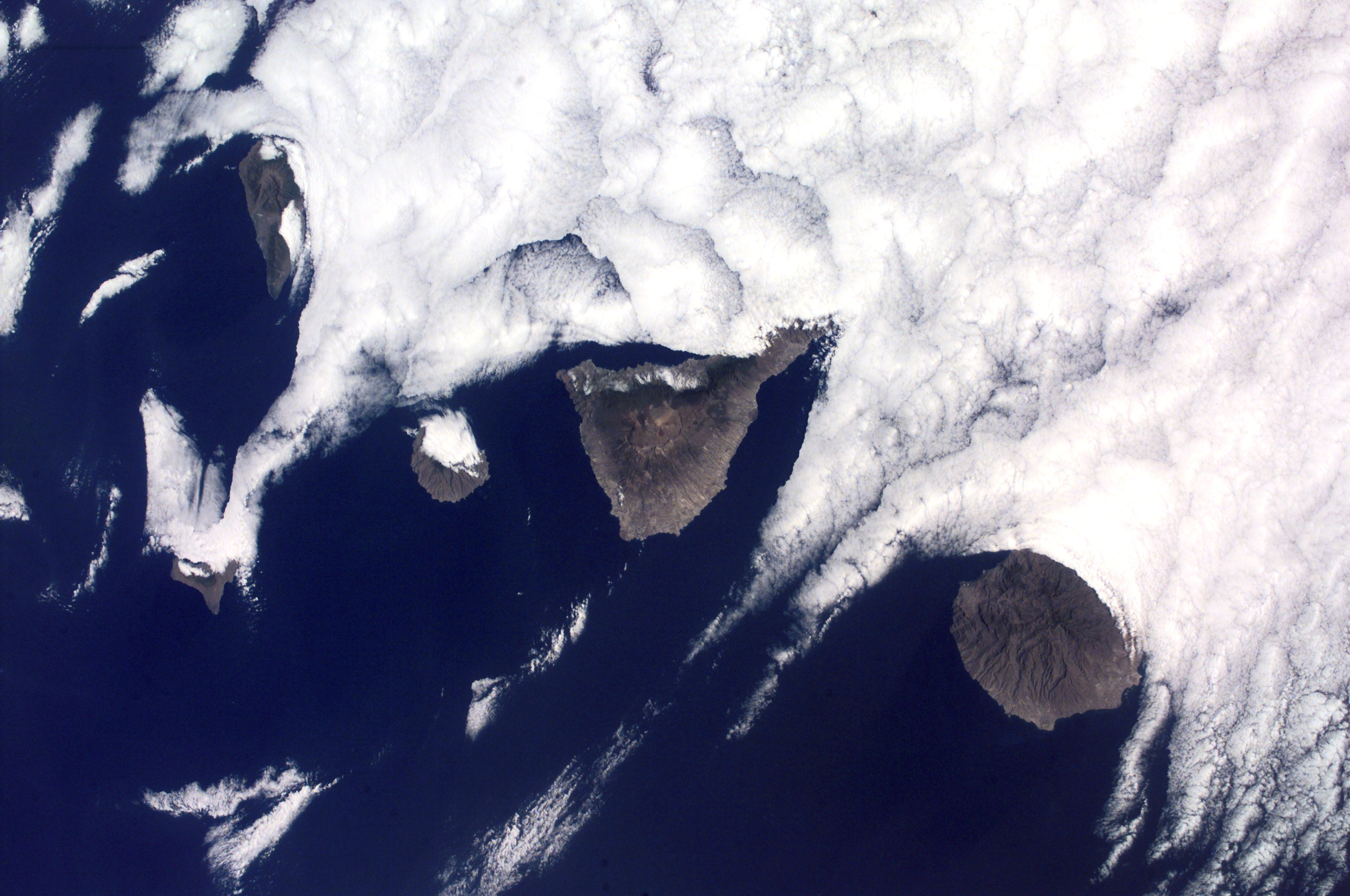
Passatwolken vor El Hierro, La Palma, La Gomera, Teneriffa und Gran Canaria (von West nach Ost)

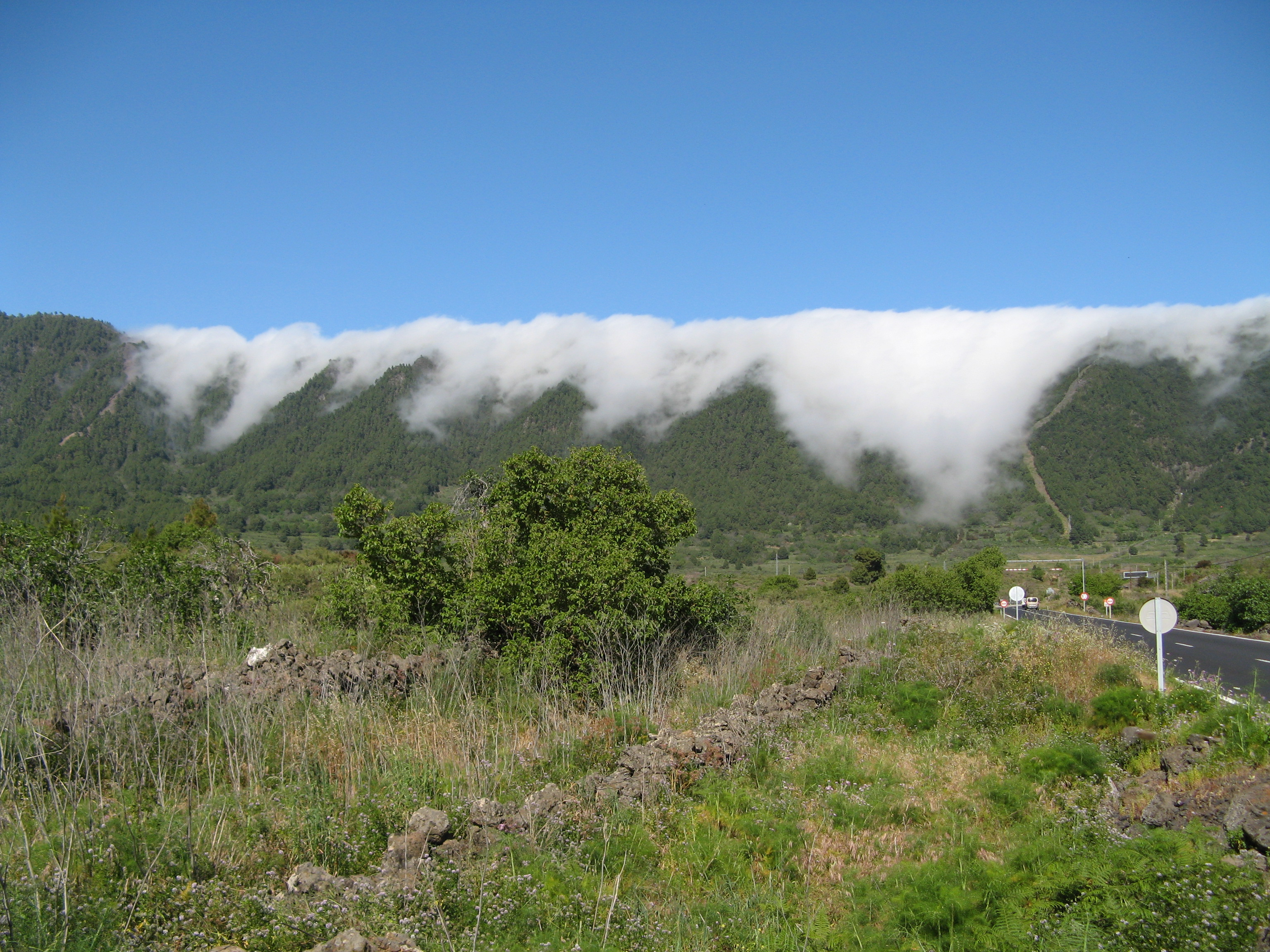
Passatwolken über der Cumbre Nueva (1.400 m), La Palma

Der Begriff Nebelkondensation bezeichnet auch die Wassergewinnung durch die geförderte Kondensation von Wasserdampf mittels Nebelkollektoren, auch Nebelfänger oder Nebelnetze genannt. Die Wassergewinnung durch Nebelkondensation wird heute in vielen Ländern zur Wiederaufforstung durch Brand oder Wassermangel geschädigter Gebiete sowie zur Gewinnung von Trinkwasser genutzt. Forschung und Erfahrung beim Einsatz von Nebelkollektoren haben deren Wirksamkeit zur Wasserausbeute deutlich gesteigert.

## Prozess der Nebelkondensation
Tritt kalte Meeresströmung vor einer Küste an die Meeresoberfläche, dann kondensiert dort die bei auflandigen Winden transportierte Luftfeuchtigkeit aufgrund der Taupunkt-Unterschreitung und wird zu Wassernebel. Aufgrund fehlender Thermik (wegen nächtlicher Abkühlung) bleibt der Nebel bodennah und die Feuchte regnet nicht ab. In Extremfällen sind die das Land erreichenden Luftmassen so trocken, dass unmittelbar an der Küste Wüsten – wie beispielsweise die Namib-Wüste Süd-West-Afrikas oder die Atacamawüste Südamerikas – entstehen. Die Nebelbildung verstärkt sich, wenn derart dampfgesättigte Luftmassen durch Wind getrieben einen Hang hinaufsteigen und sich dabei um ca. 1 °C pro 100 m abkühlen („trockenadiabatischer Temperaturgradient“), wie die Passatwolken, die gegen die Berge der Kanarischen Inseln branden. Tritt aufgrund regionaler klimatischer Besonderheiten häufig Nebel auf, bilden sich Nebelwüsten und in subtropischen und tropischen Gebirgen Nebelwälder.
An Kristallisationskeimen oder Kristallisationskernen kann sich der kondensierende Wasserdampf anlegen und geht damit wesentlich leichter in den flüssigen Aggregatzustand über, als es ohne Kristallisationskeime der Fall wäre.
Einer der effektivsten in der Natur vorkommenden Nebelsammler ist die Kanarische Kiefer mit ihren langen Nadeln. Diese sind mit mikroskopisch feinen Widerhaken versehen, die als Kristallisationskeime auf die Nebeltropfen wirken und damit gegenüber anderen Kiefernarten eine deutlich größere Nebelausbeute besitzen.
Für die Wirksamkeit der Nebelausbeute der vom Menschen eingesetzten Nebelkollektoren zur Aufnahme der Wassertropfen aus dem Nebel ist die Wahl der verwendeten Materialien, der Maschenweiten und Gewebeformen (Noppen-, Poren- und Wabenstrukturen) von Bedeutung und damit Gegenstand von Erfahrung und Forschung.

## Nutzung durch Pflanzen
Nebelpflanzen werden jene Pflanzen genannt, die mithilfe ihrer Oberflächenstruktur Nebeltröpfchen aus Nebel auskämmen oder die Tauentstehung (durch Bildung von Kondensationskeimen) fördern können, beispielsweise Tillandsien, einige Crassula-Arten, an Baumästen hängende Bartflechten oder Oxalis gigantea. Der Effekt sollte aber nicht mit der Ausscheidung von Wasser aus Blättern (sogenannter Guttation) verwechselt werden. Weitere Beispiele:

### Kanarische Kiefer

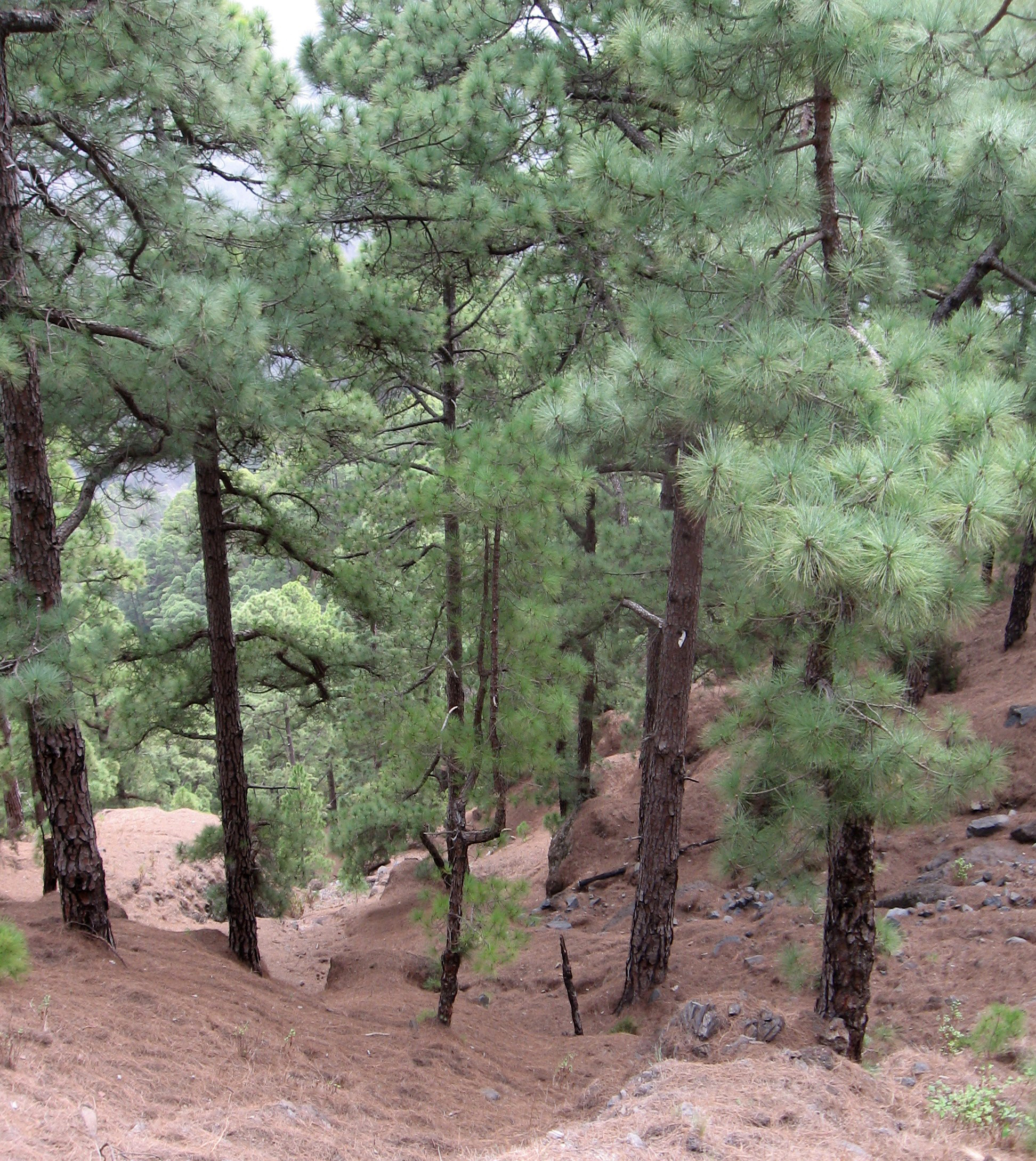
Kanarische Kiefer, Caldera de Taburiente, La Palma

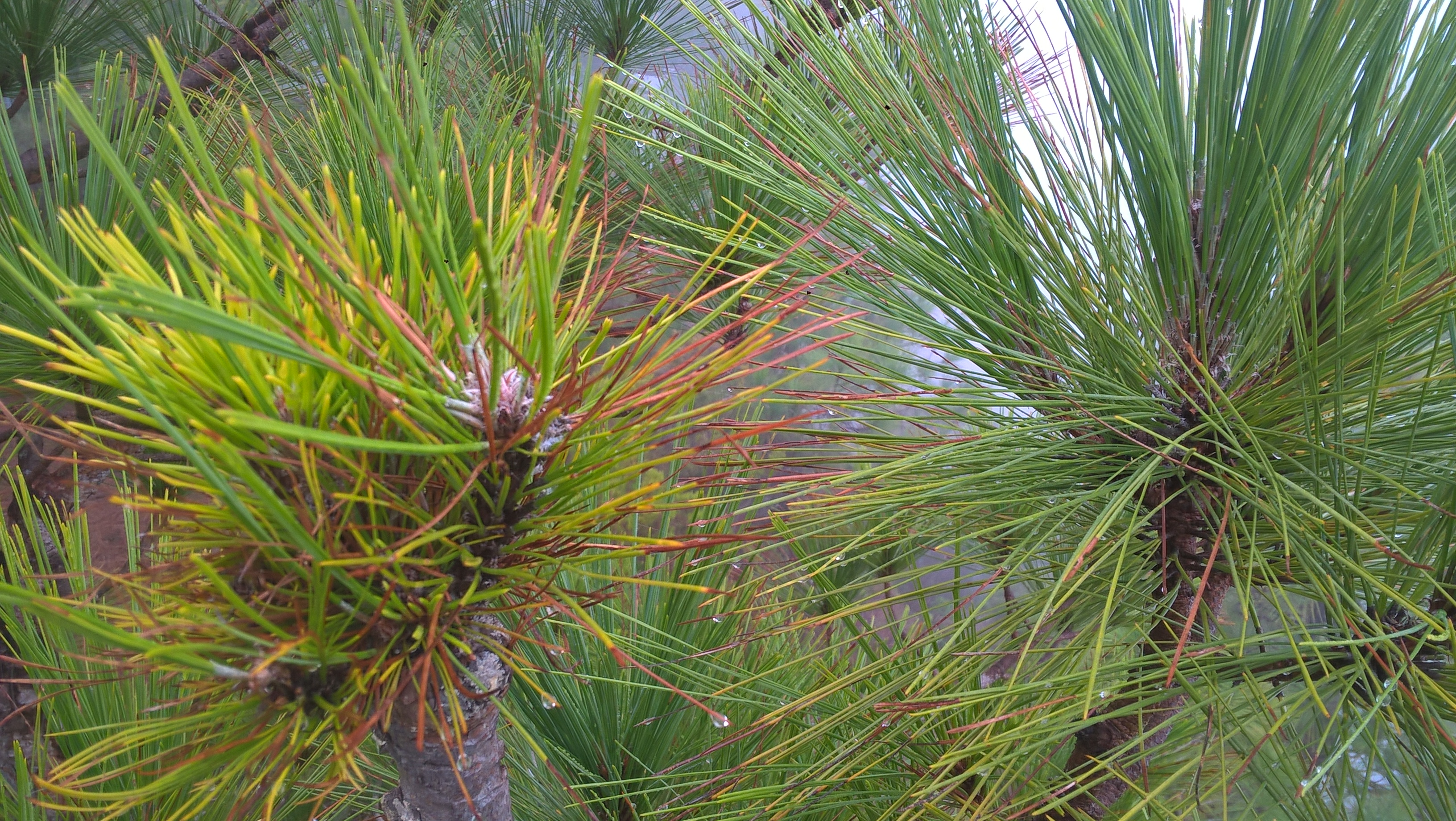
Tautropfen an Kiefernadeln im Nebel in Puntagorda, La Palma

Die auf den Kanarischen Inseln Gran Canaria, Teneriffa, La Palma, El Hierro und La Gomera beheimatete Kanarische Kiefer (Pinus canariensis) ist eine endemische Pflanze und kommt überwiegend in Höhenlagen von 700 Metern bis 2.000 Metern vor.
Auf den Nordhängen der Inseln sind sie dem ständigen wolkenreichen Passatwind ausgesetzt und kämmen mit ihren bis zu 30 cm langen, feinen Nadeln das Nass aus den Passatwolken aus. Das an den Nadeln auskondensierte Wasser tropft als Niederschlag ab und wird als „horizontaler Regen“ (la lluvia horizontal) im Unterschied zum „vertikalen Regen“ (la lluvia vertical) bezeichnet. Er verdoppelt bis verdreifacht die lokale Niederschlagsmenge und hat für die Grundwassergewinnung große Bedeutung. Die Kiefern benötigen davon ca. nur ein Drittel der Menge.
Die Wirkung des „horizontalen Regens“ lässt sich einfach beobachten. Unter der vom Nebel eingehüllten Kiefer fallen ständig Wassertropfen zu Boden und durchfeuchten diesen. Nur wenige Meter entfernt, wo kein Baum den Boden abdeckt, ist der Boden dagegen trocken und staubig.
Die tägliche Wassermenge, die eine 30 Meter hohe kanarische Kiefer aus dem Nebel auskämmen kann, wurde aufgrund experimenteller und empirischer Untersuchungen mit 50 l/m² ermittelt.
Die jährlichen Niederschlagsmengen in den verschiedenen Regionen auf den Inseln machen die großen Unterschiede der Wassergewinnung deutlich.
Auf La Palma, der waldreichsten Insel der Kanaren mit 40 % der Waldfläche, trägt der Kiefernbestand erheblich zum Gesamtwasserhaushalt der Insel bei. Im passat-zugewandten waldreichen Norden fallen 1.000 l/m² und 1.500 l/m² im Jahr an, wohingegen im Passat-abgewandten Süden nur 250 l/m² im Jahr gesammelt werden.
Auf Teneriffa sind die Gegensätze entsprechend groß. Während im Süden der Insel kaum mehr als 195 l/m² im Jahr anfallen, sind es im Norden (El Sauzal) 870 l/m² im Jahr.
Die Höhenlagen der Kanarischen Inseln und der die Inseln anströmende Passat mit seinen wasserreichen Wolken sind die Bedingungen für die evolutionäre Ausprägung der Kanarischen Kiefer mit ihren langen Nadeln, mit welchen der Baum durch Nebelkondensation seine eigene Wasserversorgung sichert.
Die Nadeln der Kanarischen Kiefer unterscheiden sich in der Aufnahme von Nebeltropfen deutlich von denen anderer Kiefernarten, z. B. denen der Waldkiefer (Pinus sylvestris). Entlang ihrer Nadeln sammeln sich viele einzelne Tropfen, während sich bei der Waldkiefer lediglich am Ende der Nadel ein Tropfen ausbildet.
Mikroskopische Aufnahmen der Nadel der Kanarischen Kiefer zeigen auf ihrer Oberfläche – im Unterschied zu den Nadeln anderer Pinienarten – ausgeprägte Widerhaken, die als Kondensationskeime für die Nebeltropfen wirken.
Die deutlich größere Nebelausbeute der Kanarischen Kiefer gegenüber anderen Kiefernarten ergibt sich aus der besonderen Art der Tropfenbildung entlang der Nadel und der Länge der Nadeln (maximal 30 cm), die Nadel der Waldkiefer ist dagegen 4 bis 7 cm lang.

### Dünengras der Namib-Wüste
Die Namib ist eine sehr alte Wüste, in der über mehrere Millionen Jahre nahezu ununterbrochen trockene Bedingungen herrschten. Der jährliche Niederschlag beträgt durchschnittlich etwa 19 mm. Aufgrund des aufsteigenden Benguelastroms an der südwestafrikanischen Küste kommt es in der Namib zu regelmäßigen nächtlichen Nebelereignissen (zwischen 00:00 und 04:00 Uhr), wobei der Nebel durch auflandige Winde in die Namib transportiert wird. Nebel stellt damit die einzige vorhersehbare Wasserquelle im westlichen Teil der Namib-Wüste dar. Zwischen 1966 und 2000 kam es in 88 % zu Nebelereignissen. Die Pflanzen wie die Tiere der Namib haben daher Strategien entwickelt, Nebelwasser über selektiven Druck zu nutzen.

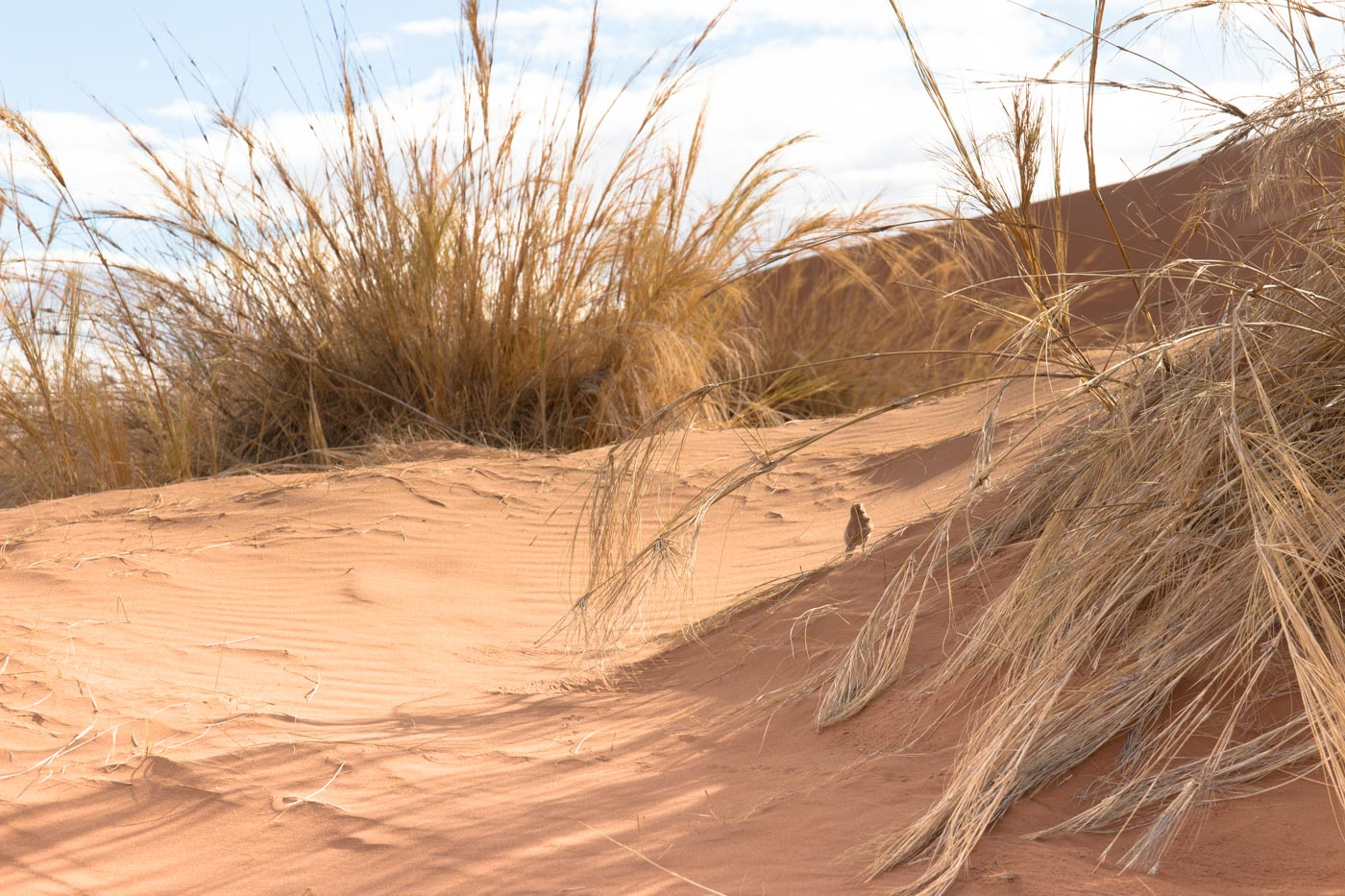
Dünengras

Das Dünengras (Stipagrostis sabulicola), eine endemische Art der zentralen Namib-Wüste, ist in der Lage, dem extrem trockenen Dünensystem Biomasse hinzuzufügen, während sonst nichts wachsen kann. Mit ca. 1 Meter langen Grashalmen ist es ein effektiver Nebelsammler. An den aufrecht stehenden Halmen fließt das aus dem Nebel geerntete Wasser über den Halm direkt dem Wurzelwerk der Pflanze zu. Eine Pflanze mit 70 Halmen, die eine Gesamtblattfläche von 1 m² bildet, erntet pro Nebelnacht durchschnittlich 4–5 L, was einem lokalen Niederschlagsereignis von 4–5 mm entspricht.
Die besonderen Merkmale des Halms zum Einsammeln von Nebeltropfen bestehen in parallel zu der Längsachse des Halms verlaufenden Furchen (Rillen) sowie in feinen Stachelhaaren, die die Oberfläche des Halms überziehen. Die Furchen am Halm bieten eine geführte Talfahrt der Wassertropfen direkt zum Wurzelwerk der Pflanze. Die Stachelhaare verhindern ein vorzeitiges Ablösen und eine Talfahrt zu kleiner Tropfen.
Der Tropfenbildungsprozess, wie er unter natürlichen Bedingungen und im Labor beobachtet wurde, wird wie folgt beschrieben: Kleine Tröpfchen lagern sich bevorzugt entlang der Furchen des senkrechten Halmes an. Die Tropfen werden durch den weiter anströmenden Nebel größer. Sobald ein Tropfen eine kritische Größe erreicht hat, rollt er am Halm nach unten und nimmt die weiteren Tröpfchen, die sich in der Furche am unteren Halm befindlichen, mit.
Diese Nebelernte trägt erheblich zur Steigung der Bodenfeuchte bei und bietet damit Schutz und Nahrung für verschiedene andere Organismen wie Ameisen und Eidechsen. Für das Ökosystem der Dünen der Namib ist das von großer Bedeutung.

## Nutzung in der Tierwelt

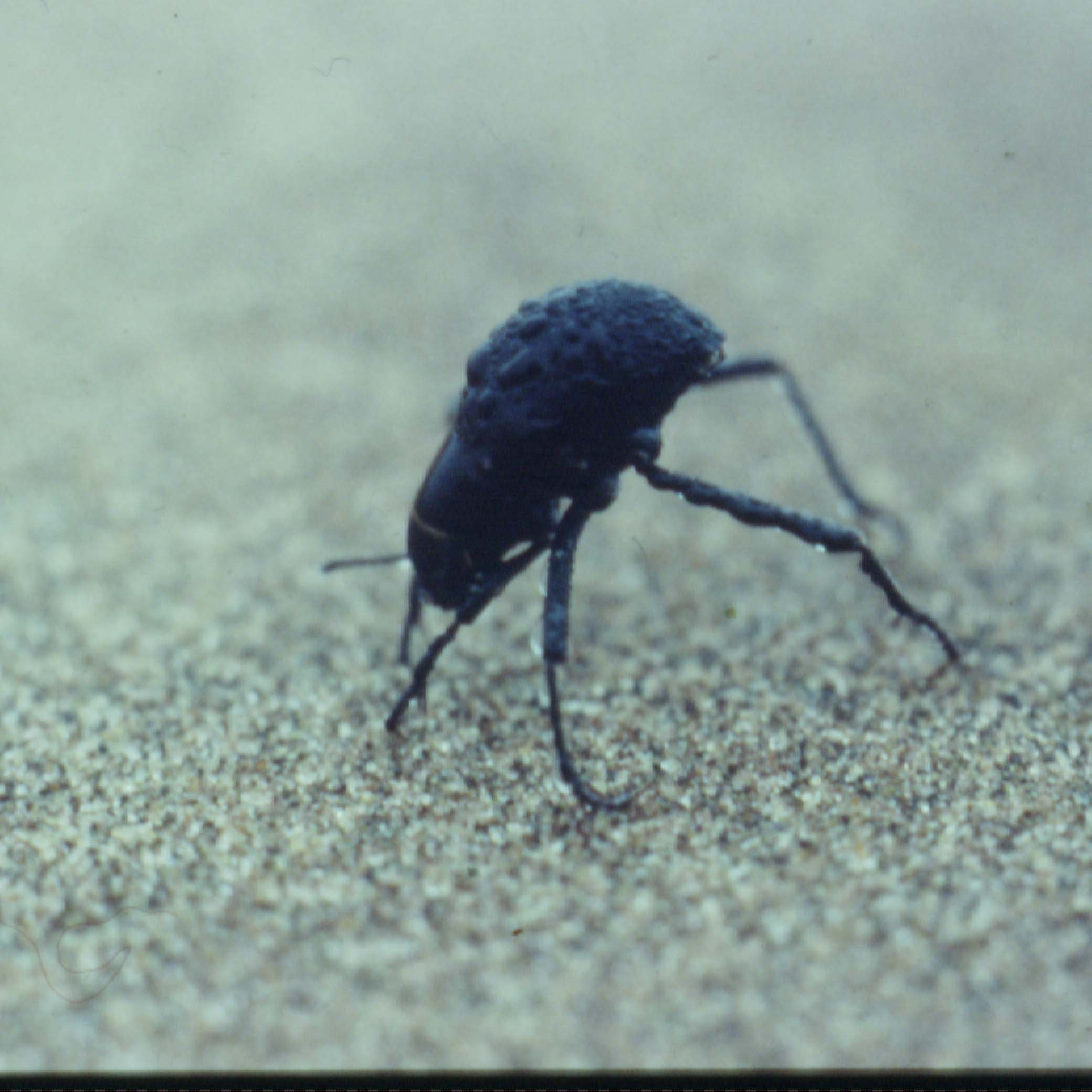
Nebeltrinker-Käfer bei der Wasseraufnahme

Auch in der Tierwelt, wie von Dunkelkäfer, Gecko und Sandviper, wird die Nebelkondensation zum Überleben genutzt. In der wasserarmen Namib-Wüste, die sich über 2000 km Länge hinzieht, decken die Tiere durch Befeuchtung aus dem täglich aufsteigenden Nebel ihren Wasserbedarf.
Der Dunkelkäfer (Nebeltrinker-Käfer), ca. 2 cm lang, hat auffällig lange Beine, um sich vor dem heißen Wüstensand zu schützen. Er ist in der Namib-Wüste endemisch.
Zur Wasseraufnahme aus dem Nebel stellt er sich mit gesenktem Kopf gegen die Nebelschwaden und nimmt auf dem schräg gestellten Körper die kondensierenden Wassertropfen auf. Wenn die auf seinem Rücken angesammelten Tropfen eine Größe von ca. 5 mm erreicht haben, überschwemmen sie den Körper und das Wasser läuft an den Rinnen des Rückens zu den Mundwerkzeugen des Käfers.
Das dabei aufgenommene Wasser entspricht etwa 40 % seines Körpergewichtes.

## Anwendung durch den Menschen
Wolken und Nebel spielen im weltweiten Wasserkreislauf eine große Rolle. Sie speichern und transportieren Wasser, welches ungleich über die Erde verteilt wird. In vielen Gebieten der Erde fallen deshalb keine oder nur geringe Niederschläge. In manchen Bergregionen, an Küsten in Afrika, Amerika, Europa oder Asien gibt es aber Nebel, der für die Wasserversorgung angezapft werden kann. So werden Wolken zu schwebenden Quellen, die mehr als 100.000 Menschen mit sauberem Trinkwasser versorgen sowie zur Wiederaufforstung und in der Landwirtschaft genutzt werden können. Diese Art der Trinkwassergewinnung ist unabhängig von Energie und extrem wartungsarm.
| Region                       | Anzahl der Nebeltage/Jahr | Liter/m² d | Liter/40 m² Jahr |
| ---------------------------- | ------------------------- | ---------- | ---------------- |
| Chile, Chañaral              | 360                       | 2          | 21.900           |
| Chile, Chungungo             | 360                       | 3          | 43.800           |
| Peru, Mejia                  | 210                       | 9          | 75.600           |
| Namibia, Gobabeb             | 120                       | 2,5        | 11.500           |
| Eritrea, Nefasit             | 90                        | 4          | 12.600           |
| Marokko, Sidi Ifni           | 100                       | 7          | 31.800           |
| Kanarische Inseln, Teneriffa | 220                       | 8          | 69.000           |

### Chile

#### Anfänge der Entwicklung der Nebelkondensatoren

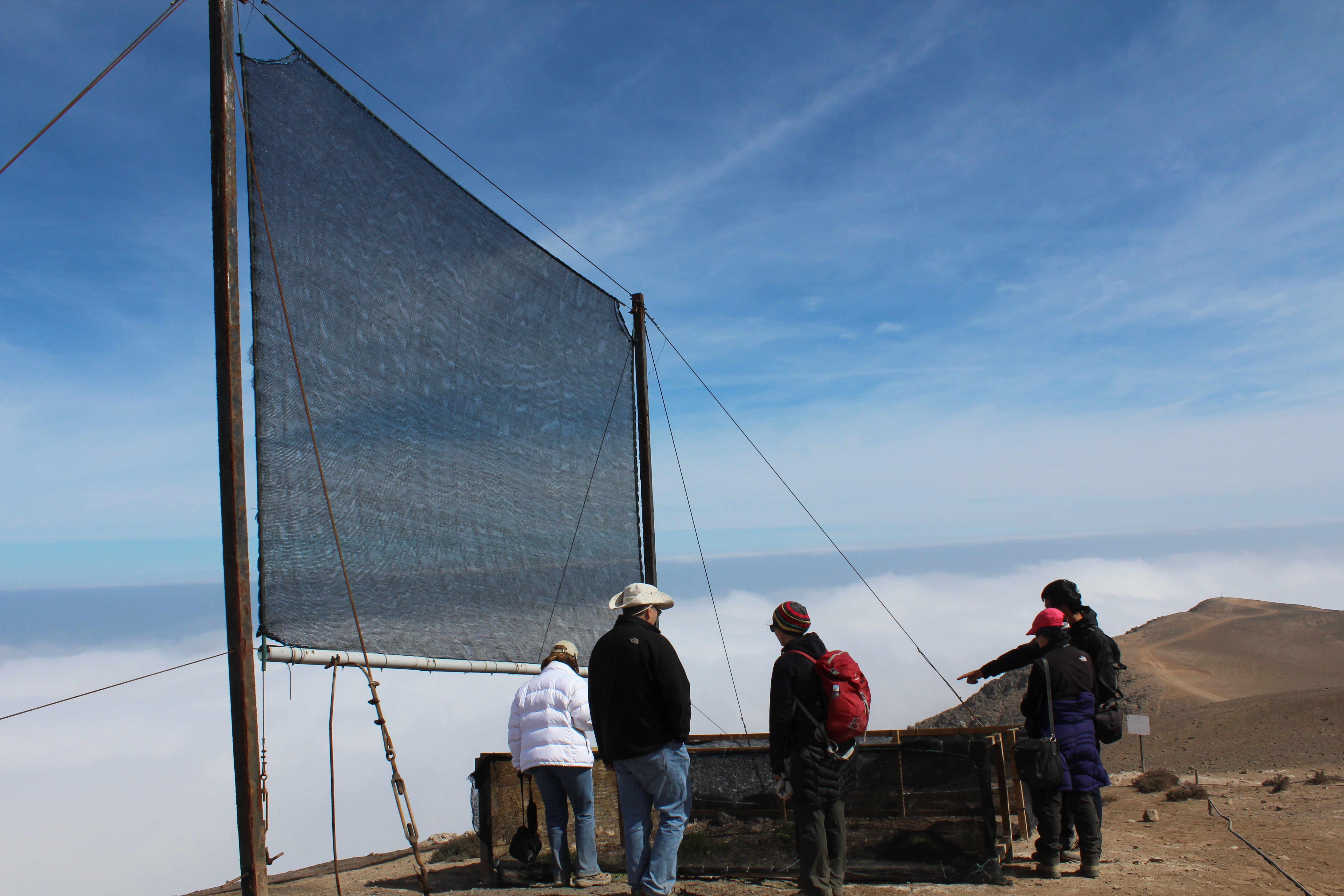
Atrapanieblas in Alto Patache, Chile

Bereits 1956, als die chilenische Wüstenstadt Antofagasta unter einer schweren Dürre litt, Wasser gab es nur wenige Stunden und von schlechter Qualität, experimentierte Carlos Alberto Espinosa mit den ersten Nebelfängern, um Trinkwasser zu gewinnen. Das Prinzip funktionierte, auch wenn die gewonnene Wassermenge noch viel zu gering war. Die aus Metallfäden bestehenden Netze verschmutzten jedoch das Wasser, so dass im nächsten Schritt Polyethylen-Netze zum Einsatz kamen, die keine Rückstände hinterließen und genau so wirksam waren. Die billigen Netze, die auch auf dem Bau oder in Baumschulen zum Einsatz kommen, wurden nun zwischen Holzpflöcke gespannt und amortisierten sich innerhalb von zwei Jahren.
Grundlegende Unterstützung erhielt Carlos Alberto Espinosa, Professor für Experimentalphysik an der Universidad del Norte durch die UN, die finanzielle Mittel bereitstellte. Espinosa (1924 – 2022) gilt als Pionier und Erfinder der Nebelfänger. Sein Patent darauf übergab er 1963 der Universität, die es der UNESCO vermachte, mit dem Ziel, dass es von allen Gemeinschaften frei genutzt werden kann.
In der Zeit von 1967 bis 1988 wurden in verschiedenen Küstenregionen in Chile und Peru (Las Cuchillas), in Höhenlagen von 400 bis 1000 Metern Netze zur nachhaltigen Gewinnung von Trinkwasser installiert, die atrapanieblas genannt werden (aus atrapar/fangen und nieblas/Nebel).
Zum Einsatz kamen Nebelkollektoren aus Nylon- oder Polypropylen-Netzen mit 0,1 mm feinen Fäden und einer Maschenweite von 1 mm, die durchschnittliche Nebelausbeuten in den untersuchten Regionen von 3–9 l/(m²·d) erbrachten. Die ergiebigste Nebelausbeute findet im Frühjahr und Sommer statt. Die jährliche Nebelsaison variierte zwischen 365 und 210 Tagen.
Die Technologie zeichnet sich durch eine einfache Ausführung, Benutzung und Wartung aus, wodurch die Kosten der Installation und Wartung begrenzt sind. Das Rohrleitungsverteilungssystem macht dabei den höchsten Betrag aus.
In Kiwi- und Wein-Plantagen dienen die großflächigen Nebelkollektoren gleichzeitig als Windschutz.

#### Fischerdorf Chungungo
In dem chilenischen Fischerdorf Chungungo in der Atacama-Wüste (in der 4. Region 73 km nördlich der Stadt La Serena) wurden 1987 dort mit finanzieller Unterstützung der Europäischen Union und der kanadischen Regierung auf ca. 750 Meter über dem Meeresspiegel 75 Netze aus Polypropylen von je 2 Meter Länge und 4 Meter Breite aufgespannt. Der Küstennebel (camanchaca) trifft dabei auf einem Bergkamm der Küstenkordillere namens El Tofo in rund 900 m Höhe auf die quer zur dominanten Windrichtung stehenden Netze.
Je nach Nebellage wurden zwischen 10 und 100 m³ Wasser in guter Qualität am Tag aufgefangen, das über Rohrleitungen zum Dorf geführt wurde. Jedem der 330 Einwohner stand damit eine durchschnittliche Wassermenge von 35 Litern zur Verfügung. Die Kosten für die Nebelwasseranlage betrugen 65.000 Dollar.
Vor dieser Zeit musste das Wasser per Lastwagen zum Dorf gebracht werden, wobei ein Einwohner mit 14 Litern am Tag auskommen musste (in Deutschland liegt der Verbrauch von Trinkwasser bei 122 Liter Wasser pro Person und Tag, Stand 2011). Seit 2002 wird das Dorf wieder mit Tankwagen versorgt.
2003 wurde mit Unterstützung der australischen Botschaft in Chile in Chañaral eine weitere Anlage in Betrieb genommen.

### Peru

#### Bergdorf Santa Rosa
In dem küstennahen Bergdorf Santa Rosa, im Distrikt Lima, herrscht über 6 Monate im Jahr starker Nebel, insbesondere in den Wintermonaten (von Juni bis September), der aufgrund des Südostpazifik-Antizyklons von starken Passatwinden angetrieben wird, ideale Bedingungen für den Einsatz von Nebelkollektoren.
In einem geförderten Projekt ist von Oktober 2022 bis Ende 2025 die Errichtung von 37 CloudFisher Kollektoren oberhalb des Dorfes und der Bau von Wasserentnahmestellen in der Gemeinde vorgesehen, die die 310 Familien (mit 815 Personen) und 335 Schüler mit sauberem Trinkwasser versorgen sollen.
Zusätzlich erfolgt der Bau von 2 Gewächshäusern, die das überschüssige Wasser nutzen, um nährstoffreiche Pflanzen für den regionalen Verbrauch anzubauen. Teil des Projektes ist auch die Schulung lokaler Wasserkomitees, um die laufende Wartung der Nebelkollektoren und des Wassersystems sicherzustellen.
Förderer des Projektes sind:
- Bundesministerium für wirtschaftliche Zusammenarbeit und Entwicklung (BMZ)
- Oswald Stiftung
- Deutsche Institute für Textil- und Faserforschung, DITF in Denkendorf
- Rijk Zwaan (Niederlande)

Kosten: EUR 265.000

### Namib-Wüste

#### Wüstenforschungsstation Gobabeb
In einem Forschungsvorhaben des BMBF zur Entwicklung innovativer textiler Werkstoffe zur Trinkwassergewinnung aus Nebel wurden in der Namib von 2008 bis 2010 Feldversuche mit 1 m² und 16 m² großen Netzen aus unterschiedlichen Textilien durchgeführt.
Als Erprobungsort für die Felduntersuchungen der Nebelfänger wurde die Namib-Wüste gewählt, in der lediglich 20 mm Regen pro Jahr fällt. Es herrscht dagegen eine starke Nebelbildung, welche je nach Höhe und Windverhältnissen weit von der Küste im Westen bis zu 60 km ins Innere der Wüste reicht. Der Nebel entsteht, wenn von Westen einströmende feucht-warme Atlantikluft sich an der kalten Meeresoberfläche (durch Tiefenwasser des Benguelastroms aus der Antarktis) abkühlt und der Wasserdampf im Landesinneren zu feinen Tropfen kondensiert. Der Aufbau der Nebelfänger erfolgte in der Wüstenforschungsstation Gobabeb in der Namib (etwa 50 km von der Atlantikküste entfernt), deren Mitarbeiter auch für den Betrieb und der Erhaltung der Nebelfänger zum Einsatz kommen. Das Sammeln von Nebelwasser soll auch von den einheimischen Topnaar-Gemeinschaften entlang des Kuiseb-Flusses genutzt werden.
Die Wassergewinnung bei Nebel lag bei 1 l/(m²·d) bis 14 l/(m²·d) (im Durchschnitt 3,3 l/(m²·d)). Der Jahresdurchschnitt betrug 1 l/(m²·d) bei 105 Nebeltagen im Jahr. Die Wassertropfen erreichten Größen zwischen 1 µm und 40 µm. Die Qualität des eingesammelten Wassers war fast immer besser als die des Grundwassers.
Zur Untersuchung geeigneter Materialien der Nebelkollektoren kamen Textilien mit unterschiedlichen Maschenweiten und Gewebeformen (Noppen-, Poren- und Wabenstrukturen) zum Einsatz.
Ein besonderer Untersuchungsgegenstand war die Fähigkeit der unterschiedlichen Gewebe zur Aufnahme der Wassertropfen aus dem Nebel und der Wiederabgabe des Wassers aus dem Gewebe. Bei der Art der Benetzung durch die Nebeltropfen wird unterschieden zwischen wasserabstoßend (hydrophob, großer Kontaktwinkel des Wassertropfens zum Gewebe, Lotuseffekt) und wasseranziehend (hydrophil, hohe Befeuchtung, kleiner Kontaktwinkel zum Gewebe).
Der physikalische Vorgang der Wasseraufnahme und der Wiederabgabe wird wie folgt erklärt: Kleine Nebeltropfen lagern sich am Gewebe an und vergrößern sich durch die ständig nachkommenden Nebeltröpfchen (die Oberfläche des gebildeten Tropfens ist kleiner als Summe der Oberflächen der einzelnen Tröpfchen / Koaleszenz), bis sie Größen erreichen, die zum Abfließen der Tropfen führen. Ein Vorgang, wie er ähnlich beim Schwarzkäfer beschrieben wird.
Die in den Feldversuchen ermittelten Fähigkeiten der eingesetzten (günstigsten) Textilarten zur Wasseraufnahme und der Wiederabgabe zeigten nur geringe Unterschiede. Die physikalischen Eigenschaften der Netzwerke, mehr oder weniger Wasser auf- bzw. abzugeben, blieb dabei unklar. Ein theoretisches Modell, welches das Haft- und Abtropfverhalten in Geweben beschreibt, fehlt.

### Spanien
An der spanischen Mittelmeerküste, in der Region von Valencia, wurden von 2004 bis 2009 Untersuchungen über die Wassergewinnung aus Nebel durchgeführt. Hierfür kamen fünf Nebelkollektoren im – bis zu 1839 Meter hohen – Berggebiet in 428 Meter und 845 Meter Höhe und ca. 7 km Entfernung von der Küste zum Einsatz. Die ertragreichste Zeit der Wassergewinnung lag in der Abend- und Nachtzeit des Sommers.
2007 wurden in derselben Region Studien zur Verbesserung der Wassergewinnung durch Nebelkondensation durchgeführt, um die Wiederaufforstung des durch Brand zerstörten Waldgebietes zu unterstützen. Dafür wurden an 8 Standorten zylindrische Nebelkollektoren sowie 18 m² große Flachkollektoren (6,4 × 2,8 Meter) installiert.
Die zylindrischen Nebelkollektoren erzielten eine durchschnittliche Wassermenge von 3,3 Liter/m² Tag. Der Ertrag durch Regen lag dagegen bei 1,4 Liter/m² Tag.
Der Vergleich der Wasserausbeute durch Nebel und Regen im Jahresverlauf ergab, dass der Nebel bis auf die Monate September und Oktober (etwa gleiche Erträge) deutlich höhere Erträge als Regen erbrachte.

#### Kanarische Inseln
Die Kanarischen Inseln mit ihrem subtropischen Wüstenklima und einem starken Einfluss von Passatwinden, die häufige Nebelepisoden in der Region auslösen, eignen sich besonders für den Einsatz von Nebelkollektoren zur Wassergewinnung, die hauptsächlich der Wiederaufforstung dient. Das durch Nebelkondensation aufgefangene Wasser, das in Form von winzigen Tröpfchen auf den Boden fällt, hat eine 5-mal höhere Versickerungskapazität im Boden als Regenwasser.

##### El Hierro

Wappen der Insel El Hierro

Die erste berichtete Nutzung der Nebelkondensation durch den Menschen fand durch die Ureinwohner von El Hierro, die Bimbaches, noch vor der Eroberung der Insel durch die Spanier im 15. Jahrhundert statt. Der Garoé, ein Lorbeerbaum, der mit seinem Blätterwerk aus dem Nebel Wasser kondensiert und abtropfen lässt, versorgte die Ureinwohner mit Trinkwasser.
Der Garoé, der heilige Baum (Arbol Santo) der Ureinwohner, ist heute Wahrzeichen von El Hierro. Das Wappen der Insel zeigt den Garoébaum mit einer Wolke in seiner Krone sowie eine Wasserfläche am Fuß des Baumes.
Im Jahr 2013 wurden auf El Hierro sechs kastenförmige Nebelkollektoren vom Typ NRP 3.0 in den Regionen Binto, Malpaso und Ajonce installiert.

##### Teneriffa
Auf Teneriffa wurde in einer Studie von 1996 bis 2003 die Nutzung der Wassergewinnung durch Nebel für die Landwirtschaft, Viehzucht, Forstwirtschaft und den Menschen untersucht. Von besonderer Bedeutung war auch der Nutzen für die Brandbekämpfung, da die Forstgebiete der Kanarischen Inseln unter starker Erosion und ständiger Brandgefahr leiden.
Als Standorte wurden drei wolkenreiche Gipfellagen auf Teneriffa ausgewählt, im Nordwesten (Teno, Erjos, 1.010 m), im Nordosten (Anaga, 864 m) und im Zentrum (El Gaitero, Pedro Gil 1.747 m).
Die durchschnittliche Nebelausbeute an den drei Standorten unterscheidet sich erheblich und schwankt in den Jahres- und Tageszeiten. Im Gebiet Teno betrugen die durchschnittlichen Wasserausbeuten durch Nebel im Sommer und Herbst 5 l/m²d und im Winter und Frühjahr 4 l/m²d. Die maximale Ausbeute betrug 51 l/m²d. Die höchsten Werte wurden in Anaga mit 156 l/m²d gemessen.

##### La Palma

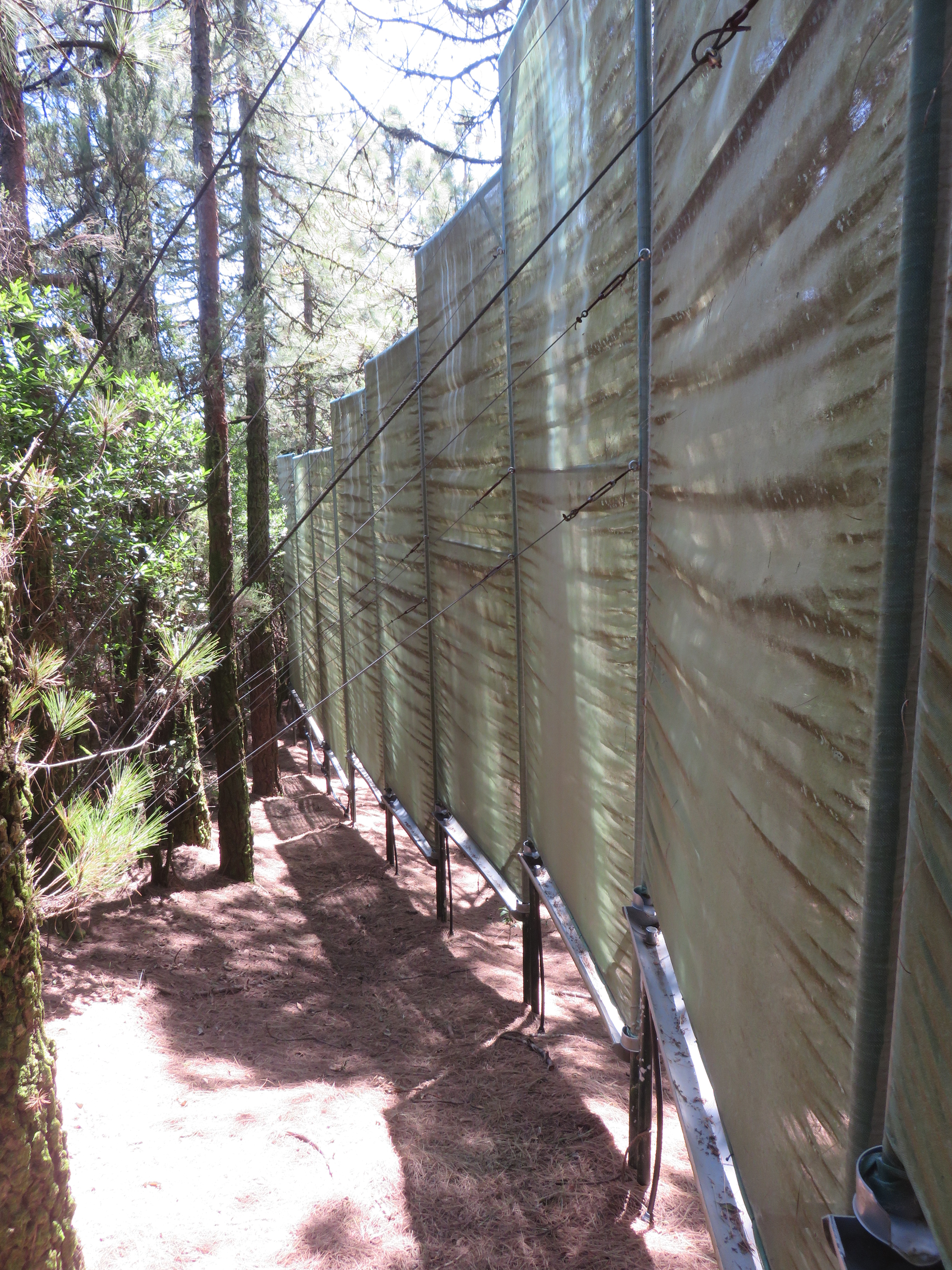
Nebelkollektor auf der Cumbre Nueva

Seit 2006 befinden sich auf der Cumbre Nueva von La Palma in 1.425 m Höhe Nebelkollektoren zur Wasserausbeute aus den Passatwolken. Das mit 200.000 € errichtete System aus Nebelkollektoren, Rohrleitungen und Wassertanks ist zur Versorgung von vorbeiziehenden Wander-Touristen mit Trinkwasser und zur Bereitstellung von Feuerlöschwasser vorgesehen, deren Nutzung jedoch durch unzureichende Wartung zur Reinhaltung der Nebelfänger eingeschränkt ist.

##### Gran Canaria
Die Nebelkondensation wurde auf Gran Canaria erstmals zur Erzeugung von Mineralwasser kommerziell genutzt. 2012 wurden in der Gemeinde Valleseco 30 Nebelkollektoren auf dem 1.600 Meter hohen Bergrücken von Las Cumbres auf einer Fläche von 350 m² errichtet.
Die Struktur des eingesetzten Nebelkollektors ist kastenförmig und unterscheidet sich von der früheren Bauweise der Nebelkollektoren, die flach wie eine Plakatwand waren und in Chile in den 1960er Jahren erstmals zum Einsatz kamen. Es zeigt das Ergebnis einer über 50 Jahre dauernden Entwicklung der Nebelkollektoren. Bei wechselnden Windrichtungen hat er gegenüber der flachen Ausführung eine wirksamere Nebelausbeute und geringere Wasserverluste über die Auffangwanne. Gegen den Winddruck ist der Nebelkollektor stabiler und benötigt keine zusätzlichen Spanner zur Bodenbefestigung. Die Konstruktion ist zudem im generell unzugänglichen Gelände leichter zu transportieren und zu installieren.
Der Nebelkollektor vom Typ NRP 3.0 hat ein inneres und ein äußeres Netzwerk mit Abmessungen von 2000 mm × 800 mm bzw. 2000 mm × 800 mm × 240 mm, das aus mit Glasfaser verstärktem Polyester besteht. Die kastenförmige Struktur des Nebelfängers steht auf einer rechteckigen Metallschale, in der das Kondenswasser aufgefangen und von dort in einen Sammelbehälter abgeleitet wird.
Der einzelne Nebelkollektor auf Gran Canaria kann mehr als 500 Liter Wasser in einem Tag sammeln, wobei die durchschnittliche Menge 180 bis 230 l/d beträgt.
Die besten Bedingungen, Nebelwasser auszubeuten, ergeben sich bei Windgeschwindigkeiten von 30 bis 35 Kilometern pro Stunde.

##### LIFE NIEBLAS
LIFE NIEBLAS ist ein von der EU seit 2021 über vier Jahre gefördertes Pilotprojekt, das die Wiederaufforstung von durch Wassermangel geschädigten Gebiete auf Gran Canaria und in Portugal mittels Nebelkondensation zur Wassergewinnung zum Ziel hat.
Auf Gran Canaria, im Barranco La Virgen der Gemeinde Valleseco sollen auf einem 35,8 Hektar großen Gebiet, in einer Höhenlage von 800 bis 1300 Meter, bis zum Ende des Projekts im Jahr 2024 20.000 Setzlinge gepflanzt und allein durch Nebelkondensation ausreichend bewässert werden. Von Anfang 2021 bis Februar 2023 wurden durch Nebelkondensation 75.000 Liter Wasser gesammelt. Im Barranco de la Virgen reichte die Bewässerung von 15 Hektar zum Pflanzen von 8.500 Bäumen.
In den Gebieten Portugals ist das Klima mediterran gemildert, mit trockenen und warmen Sommern, in denen die Nebelbildung deutlich seltener vorkommt. Zwei Wiederaufforstungsgebiete, im Natural Park Vouga-Caramulo in der Gemeinde Vouzela mit einer Größe von 4,2 Hektar und Carregal Do Sal mit einer Größe von 6 Hektar, wurden ausgewählt, deren Landschaften von Eichen (Quercus pirenaica), Weiden (Salix neotricha) und Platanen (Acer pseudoplatanus) geprägt sind.
Zu den Zielen von LIFE NIEBLAS zählt auch der Test innovativer Nebelkollektoren und innovativer Arten der Wiederaufforstung in degradierten Gebieten hinsichtlich ihrer Wirksamkeit, Effizienz und Kapazität. Weiterhin werden verschiedene Arten von Bewässerungssystemen und Wassersammlungen getestet. Es wird erwartet, dass 100 % des Wasserbedarfs des Projekts durch die Nebelfänger (Fog Water Collectors FWC) gedeckt werden. Eine der Hauptsäulen von LIFE NIEBLAS ist der Austausch der Ergebnisse und Erkenntnisse zwischen den verschiedenen Forschungseinrichtungen, wobei die lokalen Gemeinschaften mit einzubeziehen sind.
Das Budget für dieses Projekt beträgt 2.185.777 €, von denen 55 % von der Europäischen Kommission (Life-Programm) und 33 % vom Cabildo de Gran Canaria finanziert wurden.

### Marokko

#### Küstenstadt Sidi Ifni
Im Juni 2006 startete im Süden von Marokko, nahe der Küstenstadt Sidi Ifni (südlich von Agadir), ein Projekt zur Trinkwassergewinnung aus Nebel. Im regenarmen Gebiet (mit 112 mm Niederschlag pro Jahr) sollen 14 Dörfer, in denen 161 Familien (897 Personen) leben, mit Trinkwasser versorgt werden. Ihr durchschnittlicher Wasserverbrauch beträgt 15 Liter pro Person und Tag (ein Deutscher verbraucht 122 Liter/Tag). Die dortigen Temperaturen betragen im Sommer tagsüber durchschnittlich zwischen 40 und 50 °C, steigen mitunter bis auf 60 °C und sinken nachts bis auf 2 °C ab.
Als Standort für die Nebelkollektoren wurde der 1225 m hohe Berg Boutmezguida gewählt. Die ersten Nebelkollektoren mussten bald nach der Errichtung durch stabilere Techniken ersetzt werden, da sie den auftretenden Windgeschwindigkeiten bis 120 km/h nicht standhielten.
Die 1.590 m² umfassende Fläche der 31 Nebelkollektoren liefert bei etwa 112 Nebeltagen/Jahr (im Jahr 2007) eine durchschnittliche gesammelte Wassermenge von 7,1 l/m² und Tag, die über 6,9 km lange Wasserleitungen den Dörfern zugeführt wird. Damit stehen pro Familienmitglied 18 Liter Wasser pro Tag zur Verfügung. Bisher waren es nur acht Liter.
| Monat        | Nebeltage pro Monat | Liter/m² und Tag | Regenmenge (mm) |
| ------------ | ------------------- | ---------------- | --------------- |
| Januar       | 8                   | 3,4              | 19,7            |
| Februar      | 14                  | 9,1              | 9,6             |
| März         | 7                   | 3,7              | 8,9             |
| April        | 19                  | 20,3             | 6,2             |
| Mai          | 11                  | 9,9              | 1,7             |
| Juni         | 18                  | 17,2             | 2,0             |
| Juli         | 0                   | 0,0              | 1,5             |
| August       | 6                   | 3,7              | 0,6             |
| September    | 8                   | 6,1              | 1,9             |
| Oktober      | 7                   | 3,0              | 8,0             |
| November     | 7                   | 4,3              | 13,7            |
| Dezember     | 7                   | 4,2              | 25,3            |
| Summe        | 112                 | -                | -               |
| Durchschnitt | 9,3                 | 7,1              | 8,3             |

Bis 2018 wurden insgesamt 26 km Leitungen verlegt und fünf Zisternen (mit 100, 210, 2 × 150 und 250 m³ Volumen) und zwei Pumpstationen gebaut. Die Zisternen am Berghang stellen damit den rund 1.250 Anwohnern reines Wasser bis weit in die Trockenperiode zur Verfügung. Damit entfallen für die Frauen und Mädchen die bisher täglichen langen Fußmärsche, um im Tal ein paar Liter kommunales Brunnenwasser zu kaufen. Die Mädchen haben jetzt Zeit für den Gang zur Schule.
Am Fuß des Berges Boutmezguida wurde Afrikas erstes Nebelobservatorium errichtet. Die gesamte technische Ausrüstung der Nebelnetzanlage befindet sich in einem kleinen Gebäude, wo sie technisch überwacht, wichtige Daten gesammelt, der Wasserdurchfluss gemessen und die Filteranlage betrieben wird.
Das von der marokkanischen Stiftung Dar Si Hmad geführte Projekt wurde vom Bundesministerium für wirtschaftliche Zusammenarbeit und Entwicklung (BMZ) mit 495.000 Euro, dem Deutschen Verein des Gas- und Wasserfaches (DVGW) und der Münchener Rück Stiftung mit 170.000 Euro unterstützt. Initiiert wurde es durch die Wasserstiftung.
Dar Si Hmad plant ab 2021 auf einem anderen Berg der Region, 16 weitere Dörfer mit Wasser aus Nebelkollektoren zu versorgen.

### USA

#### Insel Maui

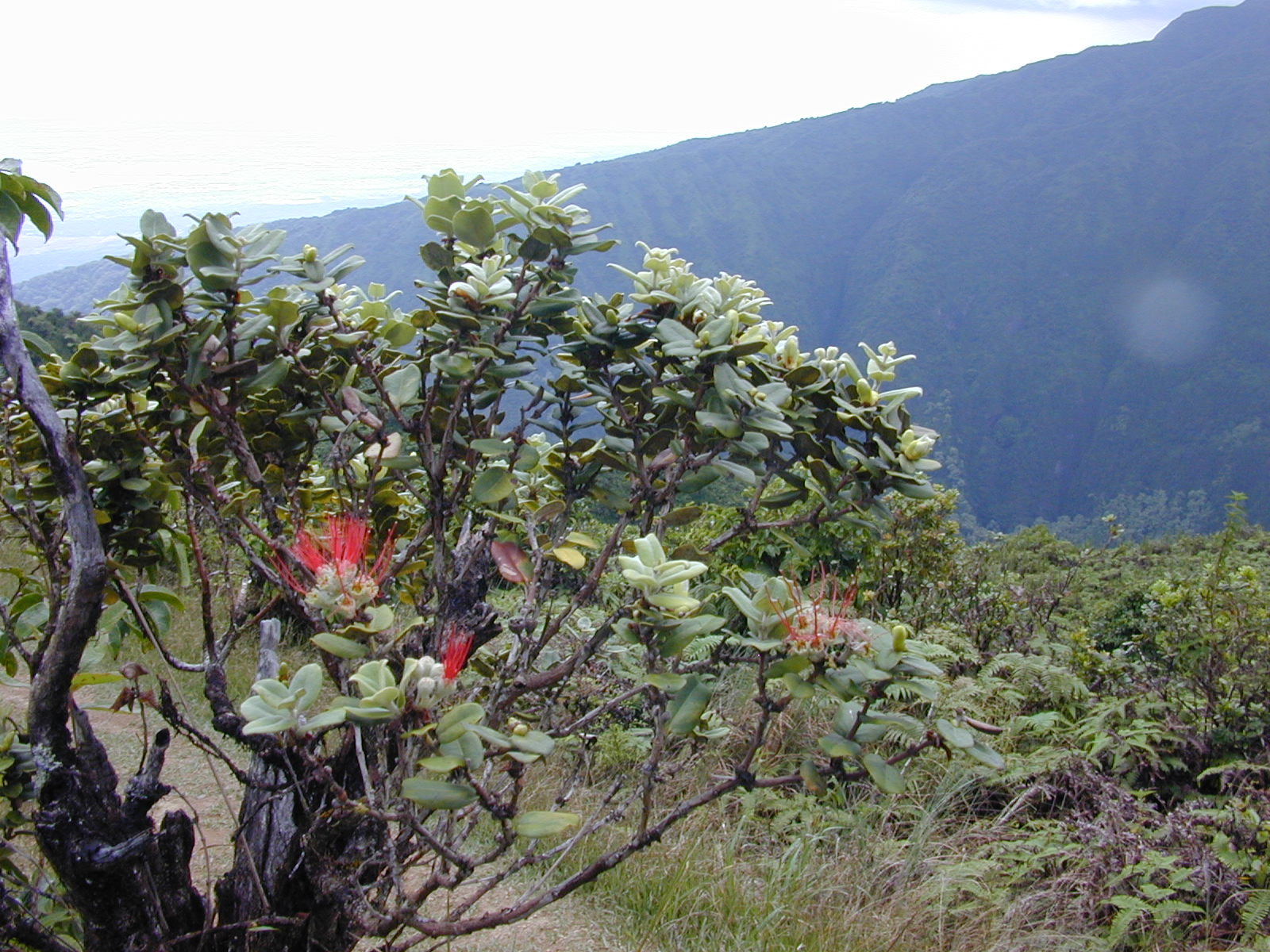
Ohia-Baum, Maui, Waihee Ridge Trail

Die Bedeutung der Wassergewinnung durch Nebel für das Ökosystem wurde in einem amerikanischen Forschungsvorhaben auf der Insel Maui, Hawaii in der Zeit von 2001 bis 2003 erforscht.
Zwei Untersuchungsstandorte wurden ausgewählt, die windzugewandte, bewaldete Ostseite (auf 1950 Meter Höhe) des 3055 Meter hohen Vulkans Haleakalā auf Maui und die windabgewandte, entwaldete Westseite (auf 1220 Meter Höhe). Es wird angenommen, dass vor 1800 auch die Westseite bewaldet war und ihren Wasserbedarf aus dem Nebel deckte.
Zur Unterscheidung der Niederschläge durch Regen und Nebel wurden monatlich durch Beschneiden der Zweige des Ohia-Baumes Baumsaft-Proben entnommen und deren Isotopen-Zusammensetzungen (16O / 18O und H2O / D2O) bestimmt.
Der Ohia ist die vorherrschende Pflanze im Nebelwald von Maui, sie wächst langsam und erreicht in 400–500 Jahren einen Stammdurchmesser von 1,8 Meter.
Ein Ergebnis der Studie ist, dass auf der bewaldeten Luv-Seite des Vulkans Haleakala die gesammelte Wassermenge durch Nebel gegenüber Regen um den Faktor 1,26 bis 3,67 höher ist.

### Weitere Länder
Die Anwendung der Nebel-Kollektortechnologie für die Landbevölkerung findet in weiteren Ländern statt, wie Namibia, Nepal, Guatemala, Äthiopien, Eritrea, Haiti, im Jemen und in Kroatien. Die Maximalausbeute liegt zwischen 3 l/(m²·d) und 55 l/(m²·d).

### Bionik
Die Erforschung und Nutzung der Nebelkondensation zählt heute zur Wissenschaftsdisziplin Bionik, die sich mit der technischen Umsetzung und Anwendung von Konstruktionen, Verfahren und Entwicklungsprinzipien biologischer Systeme befasst.
Das MIT in Cambridge hat zur Gewinnung von Wasser aus der Luft ein poröses metallorganisches Material (MOF) entwickelt, das bereits bei 20 % Luftfeuchtigkeit wirksam ist. Aus einem Kilogramm MOF lassen sich während eines Tages 2,8 Liter Wasser gewinnen. Das im MOF aus der Luft aufgenommene Wasser wird durch natürliche Sonnenbestrahlung ausgedampft, kondensiert und aufgefangen.

### Nutzung in der Landwirtschaft
Neuerdings wird ein Wasservorhang zur Entfeuchtung von Gewächshausluft eingesetzt. Dabei dienen die Wassertropfen als Kühlkörper, Kondensationskeime und Transportmittel für Kondenswasser und Nebeltröpfchen (Novarbo-System und Watergy-System). Auch bei Nebelnetzen wirken die bereits gefangenen Wassertropfen als Kondensationskeime in der wasserdampfübersättigten nebelhaltigen Luft, bei den nachts abkühlenden Netzen kommt es zudem, ähnlich wie bei geparkten Autos, zu einer Taupunkt-Unterschreitung und ergänzend zum Nebelfang zur Kondensation von Wasserdampf (siehe dazu Taupunkt).